# Municipio de Lawrence (Illinois)
El municipio de Lawrence (en inglés: Lawrence Township) es un municipio ubicado en el condado de Lawrence en el estado estadounidense de Illinois. En el año 2010 tenía una población de 6521 habitantes y una densidad poblacional de 59,82 personas por km².

## Geografía
Según la Oficina del Censo de los Estados Unidos, el municipio tiene una superficie total de 109.02 km², de la cual 108,47 km² corresponden a tierra firme y (0,5 %) 0,55 km² es agua.

## Demografía
Según el censo de 2010, había 6521 personas residiendo en el municipio de Lawrence. La densidad de población era de 59,82 hab./km². De los 6521 habitantes, el municipio de Lawrence estaba compuesto por el 96,41 % blancos, el 1,21 % eran afroamericanos, el 0,28 % eran amerindios, el 0,35 % eran asiáticos, el 0,51 % eran de otras razas y el 1,24 % eran de una mezcla de razas. Del total de la población el 1,43 % eran hispanos o latinos de cualquier raza.